# Diocesi di Oyo
La diocesi di Oyo (in latino: Dioecesis Oyoensis) è una sede della Chiesa cattolica in Nigeria suffraganea dell'arcidiocesi di Ibadan. Nel 2021 contava 40.945 battezzati su 2.551.580 abitanti. È retta dal vescovo Emmanuel Adetoyese Badejo.

## Territorio
La diocesi è abitata per lo più da genti di etnia Yoruba. È situata nella parte sud-occidentale della Nigeria, ai confini con il Benin, e comprende la maggior parte dello stato di Oyo (i distretti di Oyo, Ogbomosho e Oke Ogun).
Sede vescovile è la città di Oyo, dove si trova la cattedrale di Nostra Signora dell'Assunzione (Our Lady of the Assumption).
Il territorio si estende su 18.000 km² ed è suddiviso in 36 parrocchie.

## Storia
La prefettura apostolica di Oyo fu eretta il 3 marzo 1949 con la bolla Quo validius di papa Pio XII, ricavandone il territorio dal vicariato apostolico di Lagos (oggi arcidiocesi).
Il 18 gennaio 1963 la prefettura apostolica fu elevata a diocesi con la bolla Sacrum Consilium di papa Giovanni XXIII. Originariamente era suffraganea dell'arcidiocesi di Lagos.
Il 26 marzo 1994 è entrata a far parte della provincia ecclesiastica dell'arcidiocesi di Ibadan.
Il 3 marzo 1995 la diocesi ha ceduto una porzione del suo territorio a vantaggio dell'erezione della diocesi di Osogbo.

## Cronotassi dei vescovi
Si omettono i periodi di sede vacante non superiori ai 2 anni o non storicamente accertati.
- Owen McCoy, M.Afr. † (1º aprile 1949 - 13 aprile 1973 dimesso)
- Julius Babatunde Adelakun (13 aprile 1973 - 4 novembre 2009 ritirato)
- Emmanuel Adetoyese Badejo, succeduto il 4 novembre 2009

## Statistiche
La diocesi nel 2021 su una popolazione di 2.551.580  persone contava 40.945 battezzati, corrispondenti all'1,6% del totale.
| anno | popolazione | popolazione | popolazione | presbiteri | presbiteri | presbiteri | presbiteri                | diaconi | religiosi | religiosi | parrocchie |
| anno | battezzati  | totale      | %           | numero     | secolari   | regolari   | battezzati per presbitero | diaconi | uomini    | donne     | parrocchie |
| ---- | ----------- | ----------- | ----------- | ---------- | ---------- | ---------- | ------------------------- | ------- | --------- | --------- | ---------- |
| 1950 | 14.105      | 1.016.045   | 1,4         | 15         |            | 15         | 940                       |         |           |           | 5          |
| 1970 | 40.708      | 1.755.000   | 2,3         | 31         | 4          | 27         | 1.313                     |         | 30        | 25        | 11         |
| 1980 | 55.799      | 3.121.000   | 1,8         | 27         | 9          | 18         | 2.066                     |         | 20        | 23        | 12         |
| 1988 | 66.000      | 6.290.000   | 1,0         | 33         | 17         | 16         | 2.000                     |         | 19        | 39        | 32         |
| 1999 | 30.000      | 2.040.000   | 1,5         | 20         | 13         | 7          | 1.500                     |         | 7         | 36        | 18         |
| 2000 | 31.000      | 2.031.500   | 1,5         | 21         | 17         | 4          | 1.476                     |         | 4         | 32        | 16         |
| 2001 | 30.000      | 2.030.000   | 1,5         | 20         | 18         | 2          | 1.500                     |         | 2         | 33        | 22         |
| 2002 | 30.200      | 2.031.600   | 1,5         | 20         | 18         | 2          | 1.510                     |         | 2         | 34        | 22         |
| 2003 | 30.200      | 2.031.600   | 1,5         | 21         | 20         | 1          | 1.438                     |         | 1         | 34        | 23         |
| 2004 | 30.200      | 2.031.660   | 1,5         | 24         | 22         | 2          | 1.258                     |         | 2         | 41        | 26         |
| 2013 | 62.300      | 2.602.000   | 2,4         | 46         | 44         | 2          | 1.354                     |         | 2         | 44        | 31         |
| 2016 | 38.248      | 2.220.859   | 1,7         | 55         | 53         | 2          | 695                       |         | 3         | 48        | 29         |
| 2019 | 41.300      | 2.408.600   | 1,7         | 53         | 51         | 2          | 779                       |         | 2         | 58        | 32         |
| 2021 | 40.945      | 2.551.580   | 1,6         | 61         | 57         | 4          | 671                       |         | 4         | 54        | 36         |